# Magnus Chase a bohové Ásgardu
Magnus Chase a bohové Ásgardu (v anglickém originále Magnus Chase and the Gods of Asgard) je trilogie fantasy románů od amerického spisovatele Ricka Riordana, které vydává nakladatelství Disney Hyperion. Vychází ze severské mytologie a odehrává se ve stejném vesmíru jako série Percy Jackson a Olympané a Kronika Cartera Kanea. První díl Prastarý meč byl vydán 6. října 2015, druhý díl Thorovo kladivo 4. října 2016 a třetí závěrečný díl Loď mrtvých 3. října 2017. V Česku vydává romány nakladatelství Fragment.
Romány jsou vyprávěny z pohledu Magnuse Chase, syna vanského boha plodnosti Freye. Je bratrancem Annabeth Chaseové, hlavní postavy sérií Percy Jackson a Olympané a Bohové Olympu, jež série spojuje.

## Díly

### Prastarý meč
Prastarý meč (anglicky The Sword of Summer) je prvním dílem trilogie, který vyšel 6. října 2015 v pevné vazbě, elektronické formě a jako audiokniha. Vypravěčem románu je Magnus Chase, sirotek bez domova pobývající v Bostonu, jenž se od svého strýce dozví, že je synem severského boha. Ještě téhož dne jej konfrontuje ohnivý obr Surt, který si chce nárokovat meč zvaný „Sumarbrander“ („Prastarý meč“ nebo též „Jack“). V boji s ním je však Magnus zabit a ten je následně odnesen valkýrou jménem Samirah al-Abbas (Sam) do Valhally. Společně s ní a dalšími dvěma společníky, trpaslíkem Blitzem a elfem Hearthem, Magnus překazí obrovy plány na osvobození vlka Fenrira a uspíší příchod Ragnaröku.
Román byl od svého vydání dobře přijat, nebyl však „velkým favoritem“ mezi ostatními nejprodávanějšími knihami roku 2015. Umístil se na prvním místě v žebříčku nejprodávanějších dětských knih deníku The New York Times a vyšplhal se až na třetí místo v žebříčku nejprodávanějších dětských knih Amazonu. V roce 2015 získal též cenu Goodreads Choice Award for Middle Grade & Children's books.
Prastarý meč byl později přeložen a vydán v řadě jazycích. V Česku jej 26. září 2016 vydalo nakladatelství Fragment.

### Thorovo kladivo
V druhém díle Thorovo kladivo (anglicky The Hammer of Thor) se Samirah al-Abbas po šesti týdnech setká s Magnusem v bostonské kavárně The Thinking Cup. Při odchodu mu Sam poví, že sem dorazí jeden informátor. Tímto informátorem je Thorova koza, která se jmenuje Otis. Ta poví Magnusovi důležité informace o ztraceném Thorovu kladivu, které by mělo být drženo nestvůrou v Provincetown.

### Loď mrtvých
Loď mrtvých (anglicky The Ship of the Dead) je třetí a finální díl knižní série Magnus Chase a bohové Ásgardu. Pojednává o tom, že bůh všeho zla Loki se chystá odplout se svou lodí Naglfar a zahájit tak ragnarök. Magnus a jeho přátelé ho musí zastavit, pročež Magnus se zavázal, že Lokiho vyzve na flyting. Nejprve musí najít Kvasiho medovinu, aby ho dokázal porazit. A na závěr se zamiluje do jedné nejmenované osoby...

## Doprovodné knihy

### Hotel Valhalla: Guide to the Norse Worlds
Kniha vyšla 16. srpna 2016 v anglickém jazyce. Jedná se o příručku severských bohů a významných hrdinů, jež byla vytvořena Helgim.

## Postavy
- Magnus Chase - 16letý polobůh, syn boha Freye
- Annabeth Chaseová - Magnusova sestřenice, dcera řecké bohyně Athény
- Randolph Chase - Magnusův strýc, který je posedlý severskými bohy
- Samirah al-Abbas (Sam) - arabsko-americká valkýra, která je dcerou boha Lokiho
- Blitzen (Blitz) - temný Álf, syn bohyně Frey, bratranec Magnuse Chase
- Hearthstone (Hearth) - hluchoněmý a álf z Álfheimu, který je odborníkem v kouzlení
- Loki - je bůh lží a podvodů. Je adoptovaným synem Ódina a je otcem Samirahy al-Abbas
- Alex Fierro - často označován/a jako argr (zženštilý). Syn/dcera Lokiho